# Galchka Goulevytchivna
Галшка Гулевичівна
Galchka Goulevytchivna (en ukrainien : Галшка Гулевичівна), née Élisabeth Vassylivna Goulevitch (en ukrainien : Єлизавета Василівна Гулевич) en 1575 ou 1577 et morte en 1642 à Loutsk en Volhynie, est une mécène et fondatrice ukrainienne du Monastère fraternel de l’Épiphanie et de l’École fraternelle de Kyïv,. L'Église orthodoxe d'Ukraine la canonise sainte le 22 novembre 2021.

## Biographie
Élisabeth Vassylivna Goulevitch naît en 1575 ou 1577,, probablement dans le village de Zatourtsi. Elle est issue d'une petite noblesse ukrainienne de la famille Goulevitch,. La famille est connue dès le début du XVIe siècle et vient probablement de la Galicie,. La famille fait partie de la haute noblesse,. De nombreux membres de la famille occupent de hautes fonctions du gouvernement en Volhynie,.
Le grand-père de Galchka, Fedir Goulevitch, est le vice-roi de la ville de Volodymyr et l'évêque de Loutsk et Ostrog sous le nom de Théodose,. Le père de Galchka, Vassyl Goulevitch, occupe de hautes fonctions à Volodymyr ; il fut le sous-staroste avant d'être promu gouverneur militaire de la ville. Galchka fait ses études avec ses frères à domicile. Les enseignants de Galchka sont diplômés de l’École fraternelle de Lviv.
En 1594, Galchka épouse Krzysztof Pociej, fils de Hipacy Pociej. Après la mort de Krzystof, elle élève sa fille Kateryna seule,. En 1601 ou 1602, Galchka épouse Stefan Lozko, un noble ukrainien et maréchal de la ville de Mazyr. Elle a un fils nommé Mykhailo avec Stefan,. Elle vit à Kyïv en Podil avec Mykhailo et Stefan.
À la fin du XVIe siècle et au début du XVIIe siècle, les imprimeries et les écoles apparaissent à l'Ukraine,. Pour soutenir leur développement, le bénévolat établit, auquel Galchka contribue,. Le 14 octobre 1615, elle fait un don. Le lendemain, elle l'enregistre dans le Livre des magistrats de Kyïv. Selon une copie de l'enregistrement qui date du XVIIIe siècle, elle fait don de son domaine et de tout ce qui appartient au domaine à la Confrérie de Kyïv pour établir un monastère, une école et un abri pour les pèlerins qui s'y installeraient.
Grâce au don de Galchka, les fondateurs de la Confrérie de Kyïv reçoivent un manoir avec du terrain en Podil pour établir un monastère et une école. Le moine de Pechersk Issaïah Kopynskyï, qui fond de nombreux monastère sur les terres ukrainiennes, construit le monastère. L'école se trouve probablement à la maison de Galchka et Stefan Lozko. Le don du domaine de Galchka permet l'ouverture de l'École fraternelle de Kyiv, qui joue un rôle important dans l'histoire de l'éducation et de la culture ukrainienne.
Les historiens n'arrivent pas à retrouver l'enregistrement original du don de Galchka. L'enregistrement le plus ancien est une copie manuscrite datant de la seconde moitié du XVIIIe siècle. Cet enregistrement se trouve aux Archives historiques centrales d'Ukraine à Lviv. L'authenticité de cet enregistrement est toujours remise en cause.
Le chercheur Maxym Iaramenko constate que jusqu'au milieu du XVIIIe siècle, la fondation de l'Académie Mohyla de Kyïv est associée au métropolite Pierre Movilă et à l'hetman Petro Sahaïdatchnyi au lieu de Galchka. Elle est mentionnée pour la première fois au milieu des années 1760 par les professeurs de l'académie lorsque l'élite cosaque tente de la transformer en université. Bien que l'académie relève de la juridiction de l'Église, l'élite se justifie en évoquant que l'un des fondateurs est Sahaïdatchnyi, qui est un hetman. Obligés de se pencher sur l'histoire de l'académie, les professeurs riposte que Galchka, une noble dame, a fondé l'académie au lieu des hetmans. Iaramenko constate en outre qu'il n'existe aucune preuve, hormis les assertions des professeurs, que l'enregistrement original est évoqué dans des affaires nécessitant les documents de l'académie et du monastère de la confrérie.
Après la mort de Stefan Lozko, Galchka devient tutrice de son fils Mykhailo. Quelques années plus tard, après avoir abandonné tous ses biens à Mykhailo, Galchka retourne à Loutsk, où elle passe les dernières années de sa vie. Là, elle fait partie de la Confrérie orthodoxe de Loutsk et apporte son appui à l'école, l'orphelinat et l'hôpital. En 1641, elle rédige un testament léguant quasiment tous ses fonds et ceux qui lui sont dus au Monastère de la Confrérie de Loutsk et l'église du monastère. Elle meurt en 1642 à Loutsk,. Sa tombe se trouve à la cathédrale de l'Exaltation-de-la-Croix à Loutsk.

## Maison de Galchka Goulevytchivna à Kyïv

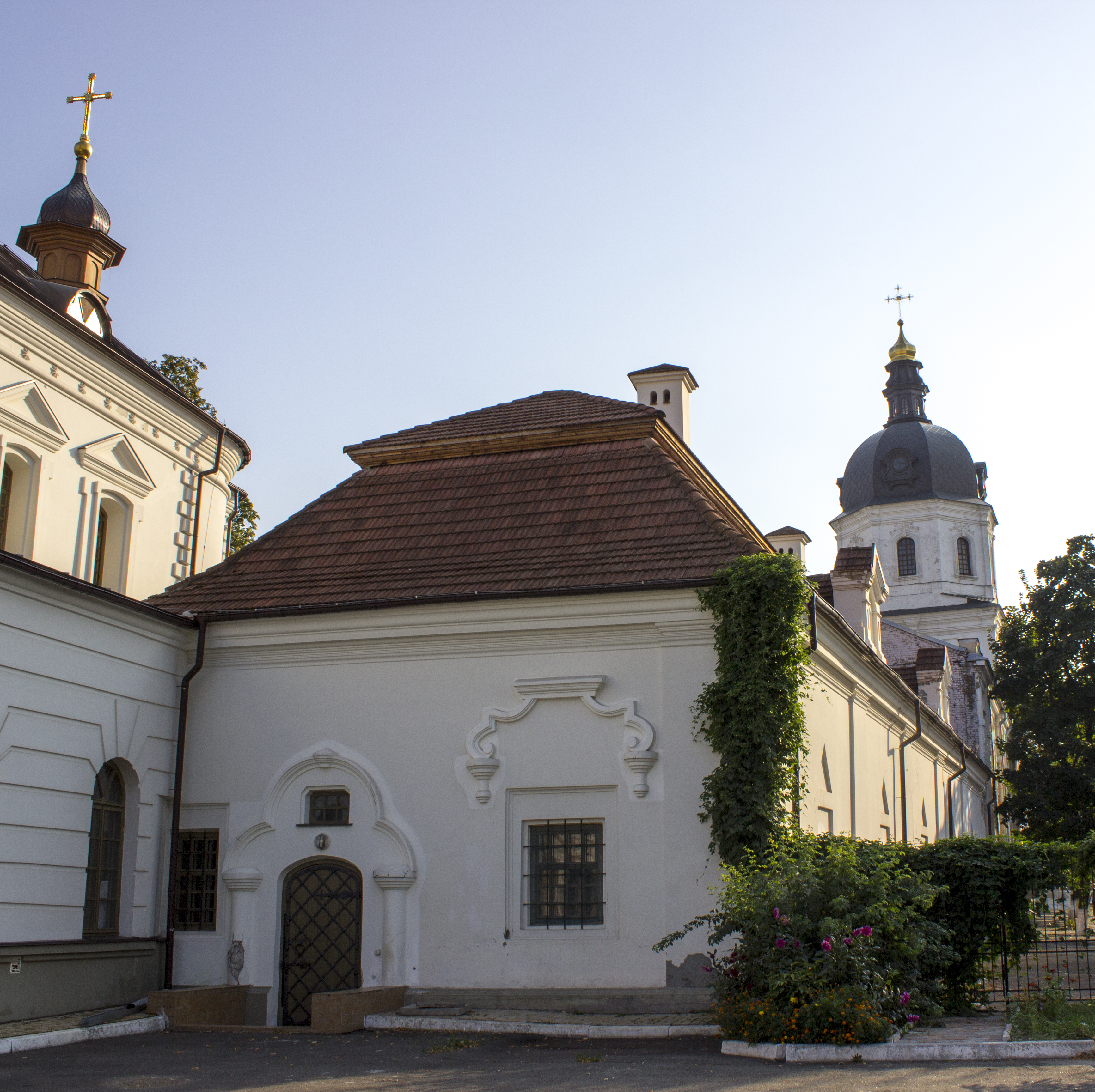
L'est de la maison classée de Galchka à Kyïv.

Selon la chercheuse Zoïa Khyjniak, l'école fondée par Galchka se trouve à la maison de Galchka. Les chercheurs Iouriï Lossytskyï et Laryssa Tolotchko localisent la maison sur le site de l'Église de l'Annonciation et de la cuisine du monastère de la confrérie. Ce site se trouve à Kyïv en Podil sur le terrain de l'Université nationale « Académie Mohyla de Kyïv » au 2, rue Grigori Skovoroda,. Grâce à des reconstructions ultérieures, le site demeure conservé à ce jour. La maison est un exemple typique de l'architecture ukrainienne du XVIe siècle. Elle est construite en deux moitiés, en briques et en plâtre. Elle a un sous-sol de plan rectangulaire en voûte. Les fondations et les murs sont faits du même type de briques rouges. Une étude archéologique n'a trouvé aucun matériau précédant les XVIIe et XVIIIe siècles.

## Hommages
- L'un des jeunes kourines[n 2] Plast dans le village de Trouskavets porte le nom de « Galchka Goulevytchivna »[19].
- En 1992, un bas-relief à l'effigie de Galchka est installé sur la façade de l'Ancien bâtiment académique de l'Académie Mohyla de Kyïv[20].
- Après la mort de Galchka, il ne reste aucun portrait d'elle. En 1997, Natalie et Ivan Danylenko des États-Unis initient un concours pour créer un portrait imaginaire de Galchka à l'Université nationale « Académie Mohyla de Kyïv ». Les participants présentent leurs œuvres lors d'une exposition intitulée L'Image d'une femme - l'image d'une nation. Il y a près de 30 participants dont des professionnels et des étudiants de l'académie[21].
- En 1999, le timbre « Galchka Goulevytchivna » de la série « Les Femmes célèbres de l'Ukraine » par Olexiï Chtanko est émis[22].
- En 2001, à l'initiative de l'Union des femmes ukrainiennes, une plaque commémorative en l'honneur de Galchka est installée sur l'Église de la Sainte-Croix à Loutsk[23].
- En 2007, la rue Pacha Savelieva, une ancienne rue arménienne à Loutsk, est rebaptisée rue Galchka Goulevytchivna[24].
- Le 18 septembre 2015, Ukrposhta émet un timbre à la gloire de Galchka[25].
- Le 27 janvier 2015, la Banque nationale d'Ukraine émet une pièce de 2 hryvnias à la gloire de Galchka[26].
- Le 22 novembre 2021, l'Église orthodoxe d'Ukraine canonise Galchka[27]. Le 3 février 2022, l'église la canonise sous le nom de sainte Élisabeth Goulevitch[28].
- En novembre 2021, la mini sculpture « Galchka Goulevytchivna » par Iouriï Biliavskyï est installée à Kyïv dans le cadre du projet « Choukaï »[29].

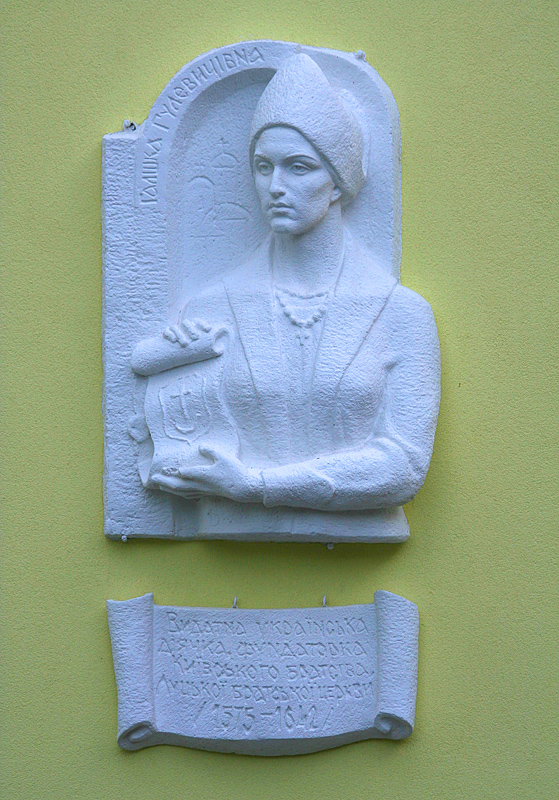
Bas-relief de Galchka à l'Église de la Sainte-Croix à Loutsk.
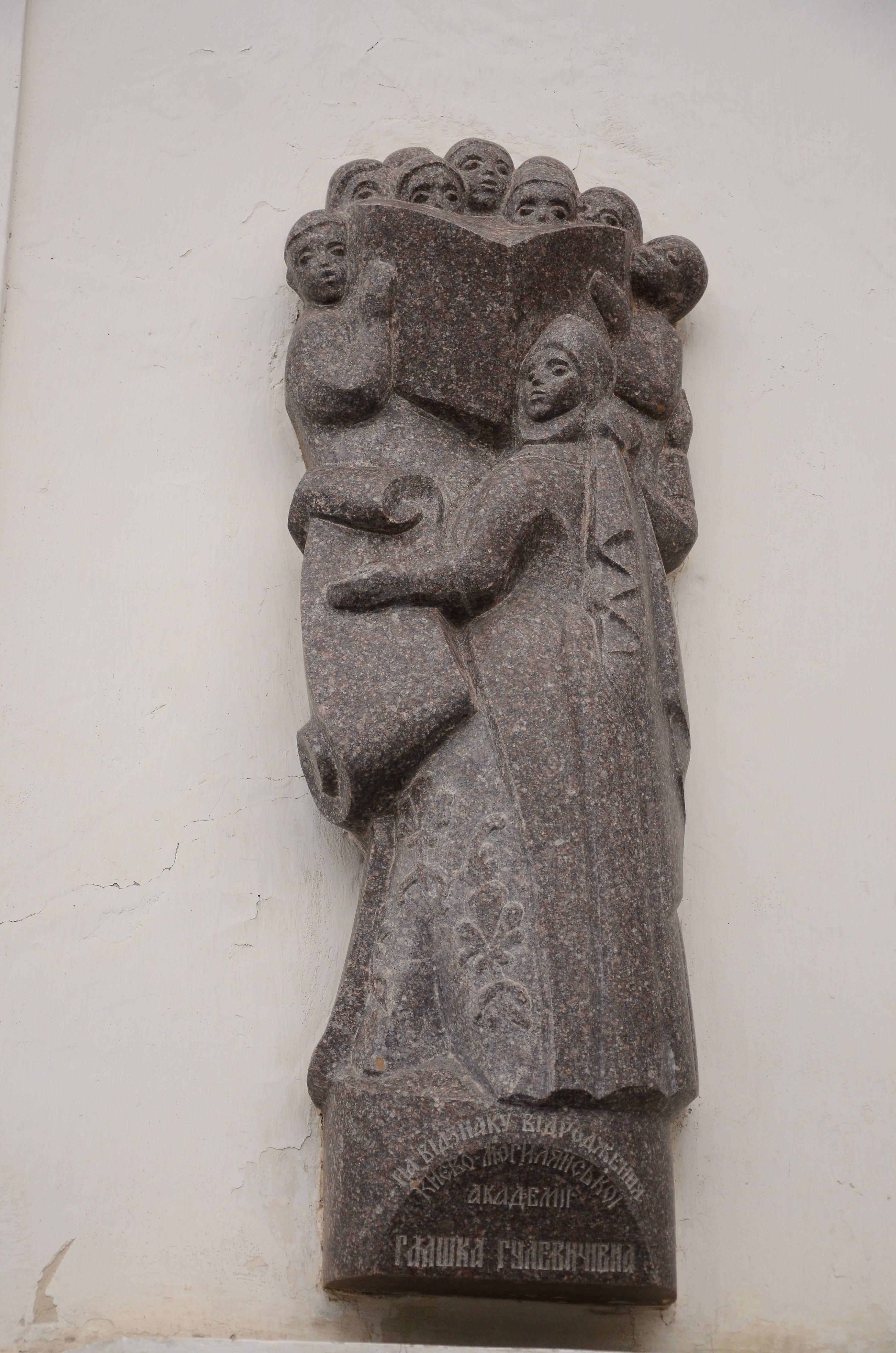
Bas-relief de Galchka sur la façade de l'Ancien bâtiment académique de l'Académie Mohyla de Kyïv.
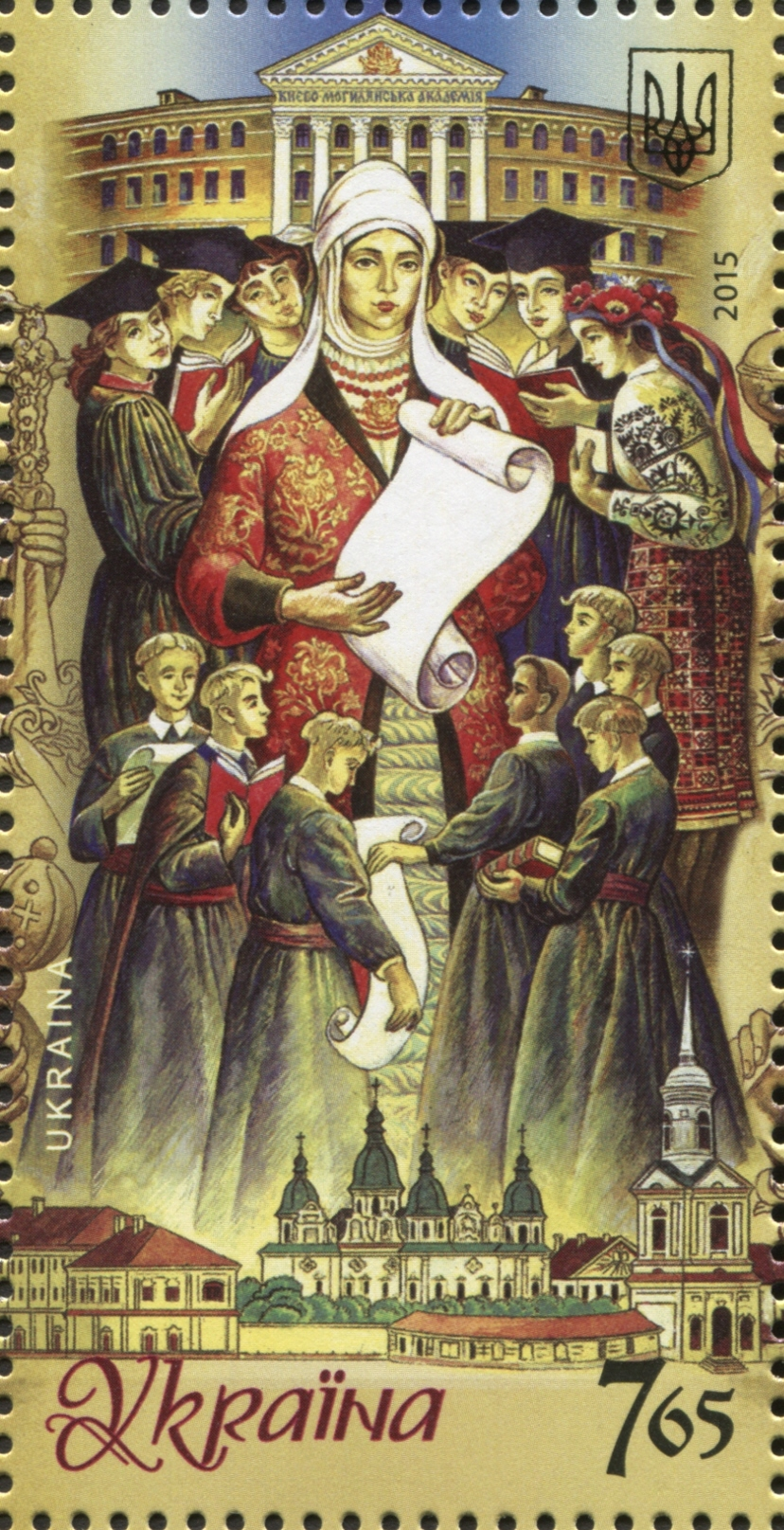
TImbre de 2015.
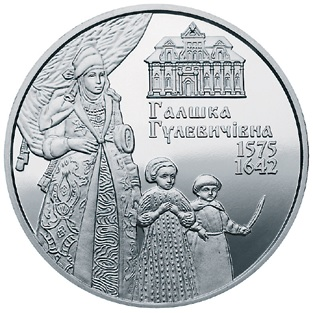
Revers de la pièce de la Banque nationale à l'effigie de Galchka, 2015.

### Littérature
- En 1968, le livre Неопалима купина (« Buisson ardent ») de Sergueï Platchinda est publié. Dans ce livre, la figure de Galchka est comprise artistiquement.
- En 1992, le romain Возлюбленная патриарха (« La Bien-aimée du patriarche ») de l'écrivaine ukrainienne Olexandra Bogdanova est publié. Dans ce romain, Galchka est une héroïne lyrique[30].
- Dans les années 1930, Zinaïda Touloub commence à écrire le romain Людолови (« Lioudolovy »). Une version abrégée intitulée Сагайдачний (« Sagaïdatchny ») est publiée. Le premier volume du romain présente Galchka et son fils comme protagonistes[31].